# Cova da Beira
das NUT-III vigente até 2013
A Cova da Beira é uma sub-região histórica portuguesa, parte da Beira Interior, mais concretamente do distrito de Castelo Branco e da Comunidade Intermunicipal das Beiras e Serra da Estrela. É constituída pelos concelhos da Covilhã, Fundão e Belmonte. 

## Geografia física

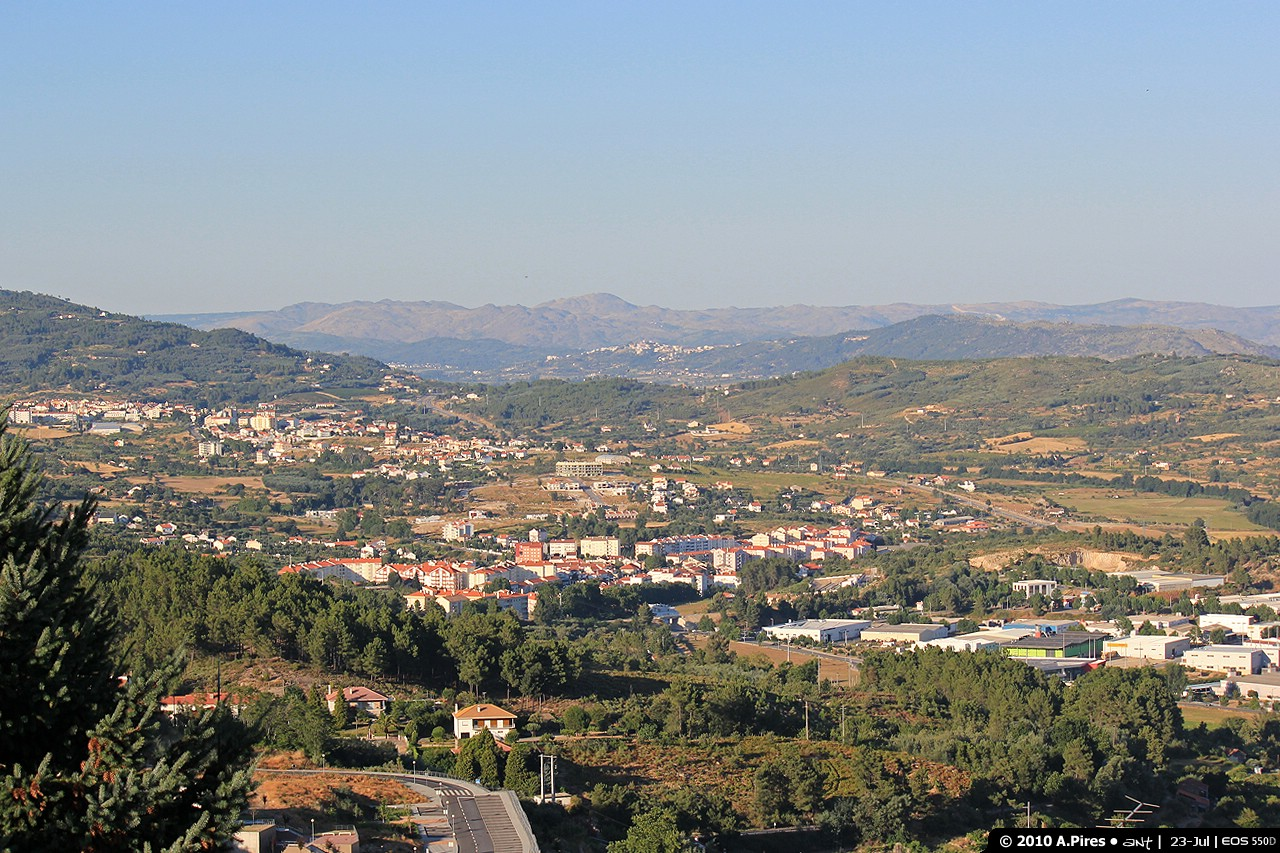
Vista parcial da zona norte da Cova da Beira

O nome Cova da Beira deriva da situação geográfica desta zona, cuja parte central é formada por um anfiteatro de terrenos relativamente planos e de meia altitude, bem delimitados por um conjunto de montanhas.
Nesta região, o Sistema Central, que divide as Mesetas Norte e Sul da Península Ibérica, divide-se em dois, com uma cordilheira a norte constituída pela Serra da Estrela e outra a sul formada pela Serra da Gardunha, que em conjunto com a Serra do Açor, delimitam um território planáltico com altitudes entre os 400 e os 600 metros, que constitui a parte central da Cova da Beira.
Historicamente, sempre serviu de elo de ligação entre as duas metades da Beira Interior- a Beira Trasmontana, a norte, e a Beira Baixa, a sul, estando intensamente ligada aos dois principais centros administrativos destes territórios- as cidades da Guarda e Castelo Branco.
Com efeito, na divisão eclesiástica, mais antiga, a Cova da Beira pertence à Diocese da Guarda. Nas divisões administrativas do século XIX e do início do século XX, foi aglutinada aos territórios a sul, sendo incluída no Distrito de Castelo Branco e na província tradicional da Beira Baixa. No século XXI, com a reforma das NUT III efectuada em 2013, voltou a estar unida aos territórios a norte, estando actualmente incluída na Comunidade Intermunicipal das Beiras e Serra da Estrela, conjuntamente com mais 12 concelhos do Distrito da Guarda.

## Geografia Humana
O principal centro urbano da Cova da Beira é a cidade da Covilhã, que durante séculos foi um dos principais centros industriais do país, associada à indústria dos lanifícios. Hoje em dia, alberga as principais instituições da região- a Universidade da Beira Interior e o Hospital Pêro da Covilhã (sede do Centro Hospitalar Universitário da Cova da Beira, que engloba também o Hospital do Fundão).
Para além da Covilhã, também o Fundão tem estatuto de cidade. 
As principais vias de acesso à região são a Linha da Beira Baixa, a Auto-Estrada da Beira Interior (A 23) e a Estrada Nacional 18.  

## Sub-região estatística (1989-2013)
Teve carácter oficial, tendo sido considerada como sub-região estatística (NUT III) pelo decreto-lei 46/89, de 1989. Era constituída por três concelhos: 
- Belmonte
- Covilhã
- Fundão

Limitava a norte com as sub-regiões da Serra da Estrela e da Beira Interior Norte, a leste com a Beira Interior Sul, a sul com a Beira Interior Sul e com o Pinhal Interior Sul e a oeste com o Pinhal Interior Norte. Tinha uma área de 1 373 km² e compreendia uma população de 87 869 habitantes (censos de 2011).

Foi extinta pela reforma efectuada em 2013, tendo sido integrada na sub-região (NUT III) das Beiras e Serra da Estrela, em conjunto com as antigas sub-regiões da Beira Interior Norte e da Serra da Estrela, retomando assim a ligação histórica da Cova da Beira à região da Guarda.